# 班克斯頓 (密西西比州)
班克斯頓（英語：Bankston）是位於美國密西西比州喬克托縣的鬼鎮。

## 歷史
班克斯頓的郵局於1850年設立，其後於1905年停運。

## 地理
班克斯頓所處的海拔為高於海平面125米（即410英呎），而該地所採用的時區為UTC-6，即北美中部時區（CST）。同時該地設有夏令時間，為UTC-6調快一小時，即UTC-5（CDT）。